# Параграф 78 (игра)
Параграф 78 — российская компьютерная игра в жанре шутера от первого лица, разработанная фирмой Gaijin Entertainment. Выход состоялся 9 марта 2007 года.

## Сюжет
Сюжет является продолжением и дополнением фильма «Параграф 78». Протагонистом игры является один из героев фильма, Скиф. Игра также озвучена актёрами оригинального фильма.

## Геймплей
Управление персонажем, типичное для шутеров с видом от первого лица, осуществляется через клавиатуру и мышь. Целью игрока является истребление противников с помощью богатого арсенала различного стрелкового оружия.

## Оценки
| Сводный рейтинг       | Сводный рейтинг |
| Агрегатор             | Оценка          |
| --------------------- | --------------- |
| «Критиканство»        | 27/100          |
| Русскоязычные издания |                 |
| Издание               | Оценка          |
| Absolute Games        | 10 %            |
| Gameplay              | 0,5/5           |
| PlayGround.ru         | 1,7/10          |
| StopGame.ru           | "Плохо"         |
| «Игромания»           | 2,0/10          |
| «Игры Mail.ru»        | 6,5/10          |
| «НИМ»                 | 4/10            |

Игра получила отрицательные отзывы, согласно агрегатору рецензий Критиканство.
Сайт AG охарактеризовал игру так: «Непотребный чернозёмный треш, пришедший в мир, дабы пугать по ночам маленьких детей и завлекать фанатов на повторный просмотр фильма».